# Ambrogio Lorenzetti

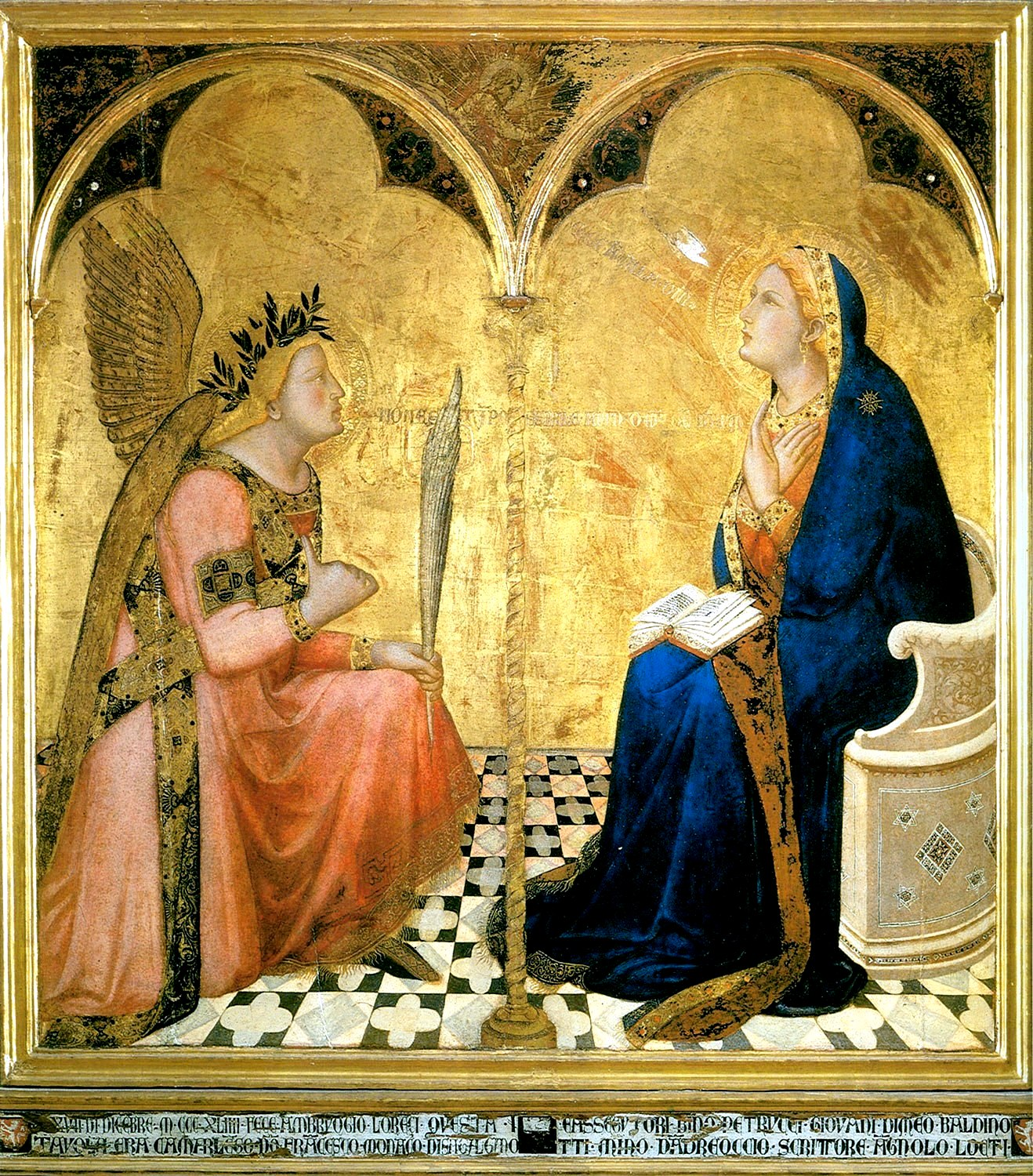
Ambrogio Lorenzetti, Zvěstování, 1344, tempera na dřevě, Pinacoteca Nazionale, Siena

Ambrogio Lorenzetti (mezi 1285-1290, Siena- 1348, Siena) byl italský pozdně gotický malíř, mladší bratr Pietra Lorenzettiho.

## Život a dílo
Oproti úplné absenci biografických údajů o Ambrogiově bratrovi Pietrovi, o něm samotném je známo několik útržkovitých poznatků. Víme, že se narodil pravděpodobně v rozmezí let 1285 - 1290 v toskánské Sieně kde také vytvořil většinu svých prací. Svou tvorbou se zařadil mezi nejvýznamnější představitele tzv. sienské malířské školy první poloviny 14. století.
Nevyšel z Ducciovy dílny jako jeho bratr. Pravděpodobně kolem roku 1310 pobyl nějaký čas mimo rodné město. V roce 1321 se uvádí jeho jméno v soupisu obyvatel Florencie. V roce 1324 již byl zpět v Sieně; o tři roky později opět ve Florencii, kde byl až do roku 1332 evidován jako člen florentského cechu malířů. Ve stejném roce zde pro florentský kostel San Procolo namaloval fresku a oltáře s námětem života svatého Mikuláše. V roce 1335 byl opět v Sieně, kde spolu s bratrem malovali fresky na průčelí nemocnice Santa Maria della Scala (dnes již neexistující).
První bezpečně datovaný obraz, Madona s Dítětem, pochází z roku 1319 a Ambrogio ho namaloval pravděpodobně pro kostel San Angelo v malé obci Vico l'Abate.

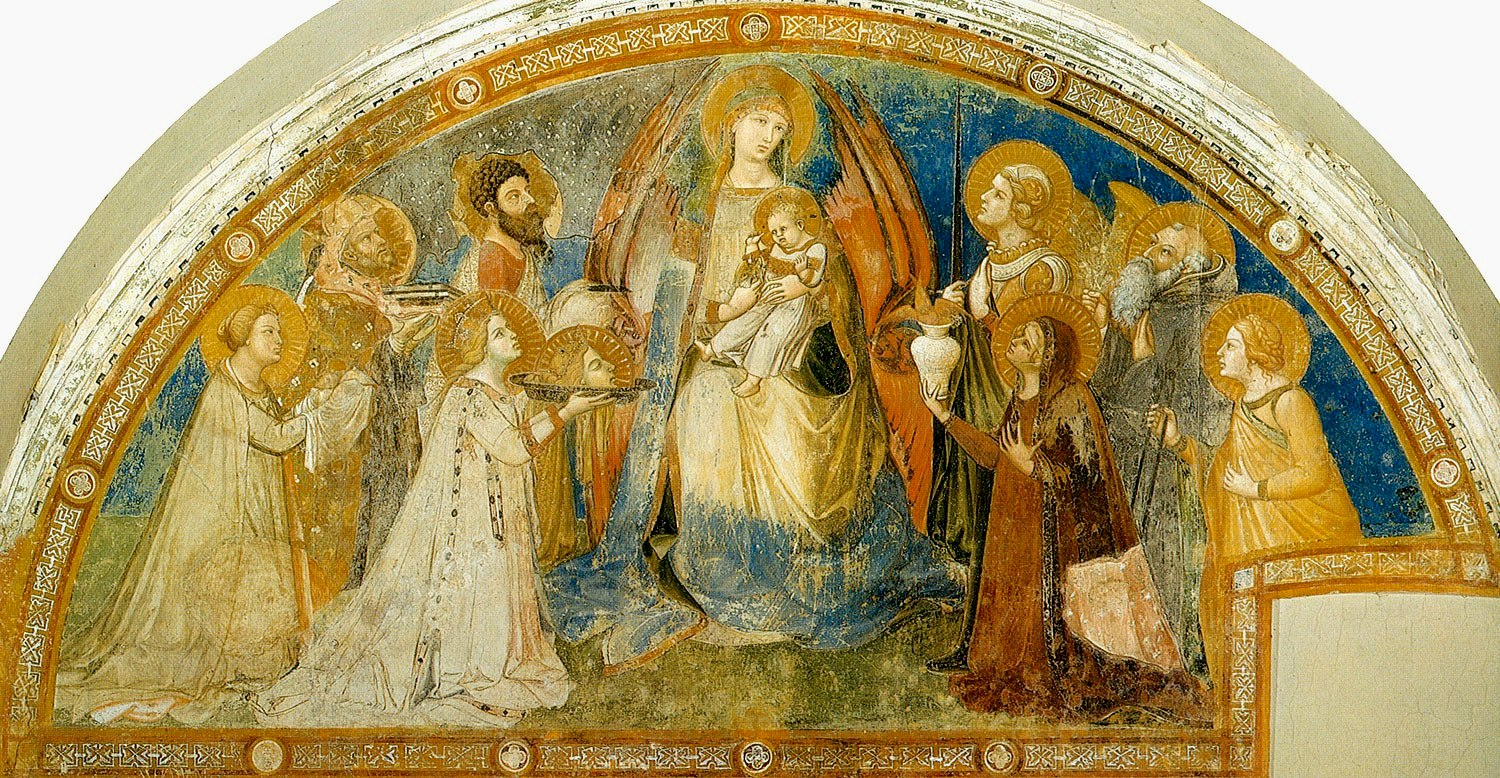
Maestas, kolem 1332, freska, Kostel Sant'Agostino, Siena

Do období let 1332 - 1338 spadá vznik Ambrogiových nejvýznamnějších prací - obraz Svatý Michal archanděl, tabulový obraz trůnící Madona a freska s názvem Maestas v Sienském kostele Sant'Agostino.
V roce 1337 namaloval, dnes již neexistující, fresky na vnější stěně Sienské radnice. Pro radnici vytvořil v letech 1338 - 1340 cyklus devíti alegorických maleb a rok nato fresku Madony. Alegorické malby s názvem Dobrá a Špatná vláda pro zasedací síň Sienské radnice patří k vrcholným dílům Ambrogia Lorenzettiho a současně tvoří ojedinělý skvost evropského malířství 14. století. Fresky tvořící jakousi živou panoramu dovolují nahlédnout do života Sieny a jejího okolí ve 14. století.
Z roku 1342 pochází oltářní tabule Představení Krista v chrámu pro Sienský dóm (dnes tabule nachází ve florentské Galerii Uffizi). Posledními známými Ambrogiovými díly jsou obraz Zvěstování a freska Mapa světa (obě díla vytvořil v roce 1344 pro Sienskou radnici).
Poslední údaj s jeho jménem pochází z roku 1347, kdy se uvádí jako člen jisté umělecké komise. Od té doby o něm ani o jeho bratrovi Pietrovi nemáme žádné záznamy. Předpokládá se, že kolem let 1347 - 1348 zemřeli, pravděpodobně na následky moru.

### Madona s anděly a svatými

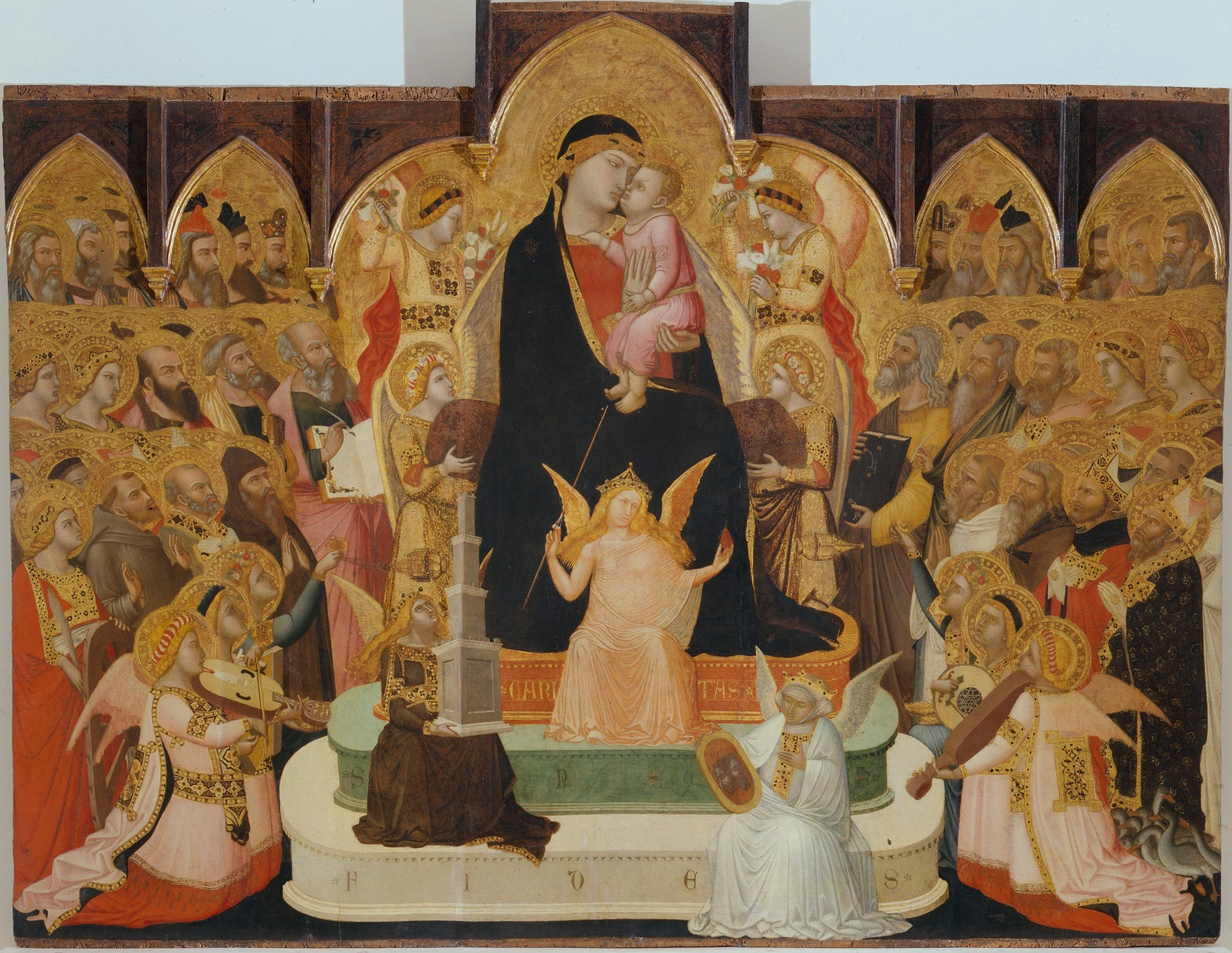
Madona s anděly a svatými, kolem 1335, tempera na dřevě, 155 x 206 cm, Museo di Arte Sacra, Massa Maritima

Jde o jeden z nejslavnějších Ambrogiových obrazů a je chloubou nevelkého muzea Arte Sacra ve městě Massa Maritima. Původně visel v místní radnici, kam se dostal v roce 1867 z augustiniánského kláštera.
Ústředním motivem obrazu je oslava Panny Marie jako věčné ochránkyně lidstva. Žofie s Dítětem v klíně sedí na oltáři postaveném na třístupňovém pódiu. Vroucně k sobě tulí Ježíška. Na schodech s korunami na hlavách sedí alegorické postavy Víra, Naděje a Láska. Na nejspodnějším bílém schodě se alegorie okřídlené Víry v oslnivě bílých šatech upřeně dívá do zrcadla držícího v pravé ruce. Dvě tváře v něm symbolizují Starý a Nový zákon. Na vyšším schodě sedí vlevo Naděje toužebně hledící na Korunu života na vrcholu věže, kterou drží v rukou. Na nejhořejším schodu pod Madoninými nohama sedí Láska. Tenkou paličkou v pravé ruce ukazuje na Ježíška na Madoniných kolenou, v levé ruce drží žhnoucí srdce. Množství postav obklopujících Madonu symbolizuje tři velké epochy lidstva. Nahoře proroci a patriarchové, kteří představují Starý zákon, pod nimi apoštolové a světice Nový zákon a zcela dole světci symbolizují přítomnost.

## Galerie

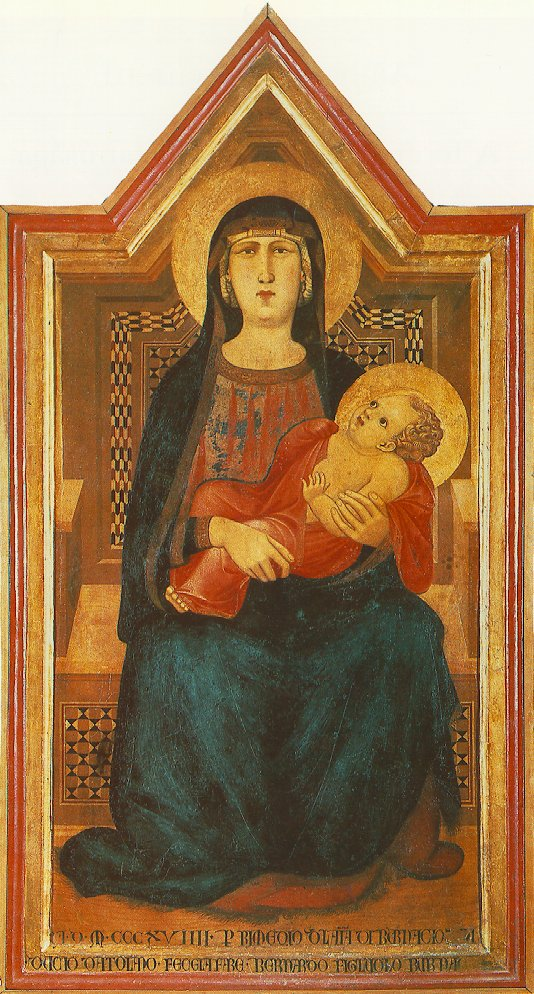
Madona s Dítětem, 1319, tempera a zlato na dřevě, Museo di San Casciano, San Casciano in Val di Pesa
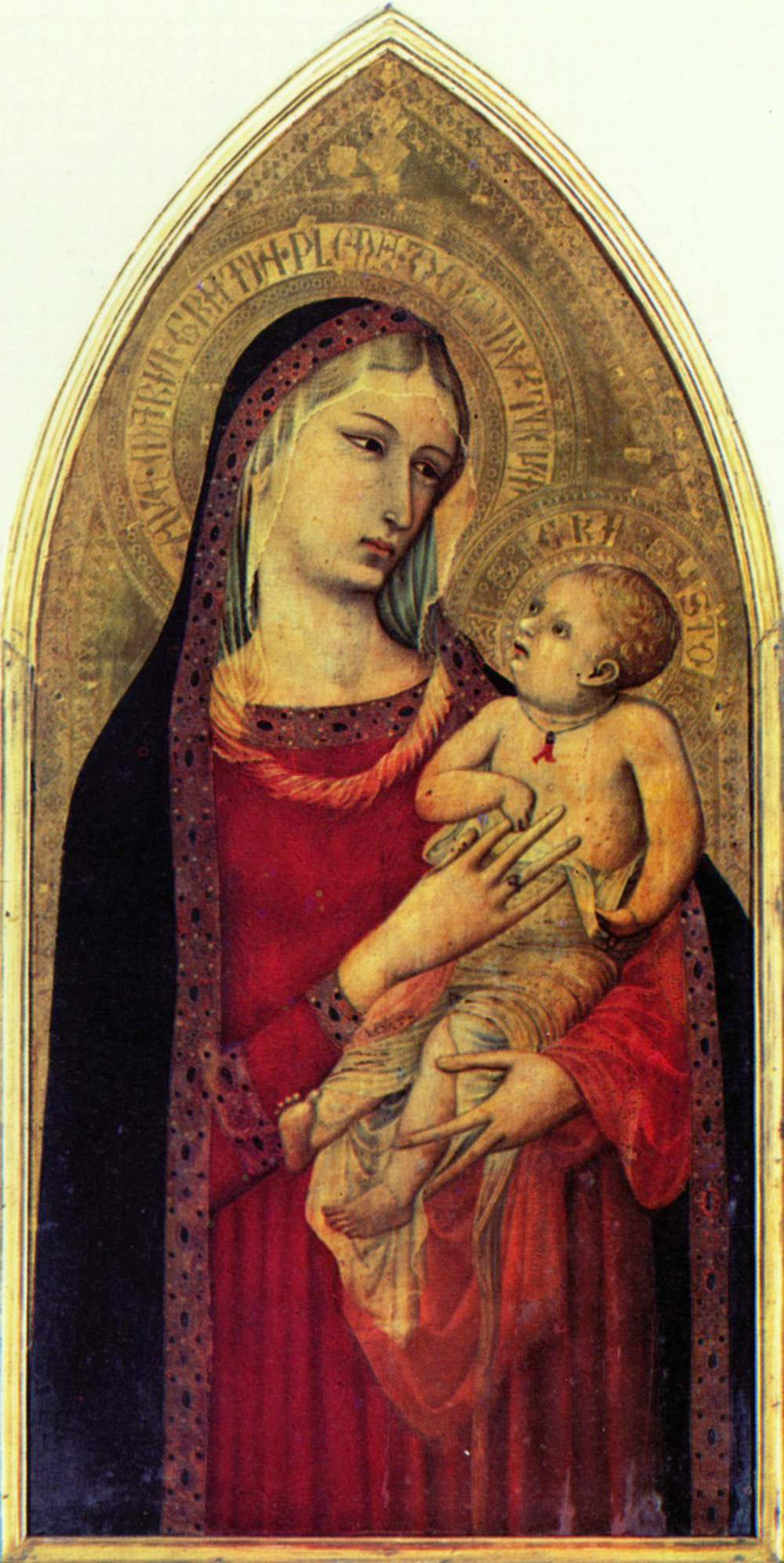
Madona s anděli a svatými, okolo 1325, tempera na dřevě, Galleria degli Uffizi, Florencie
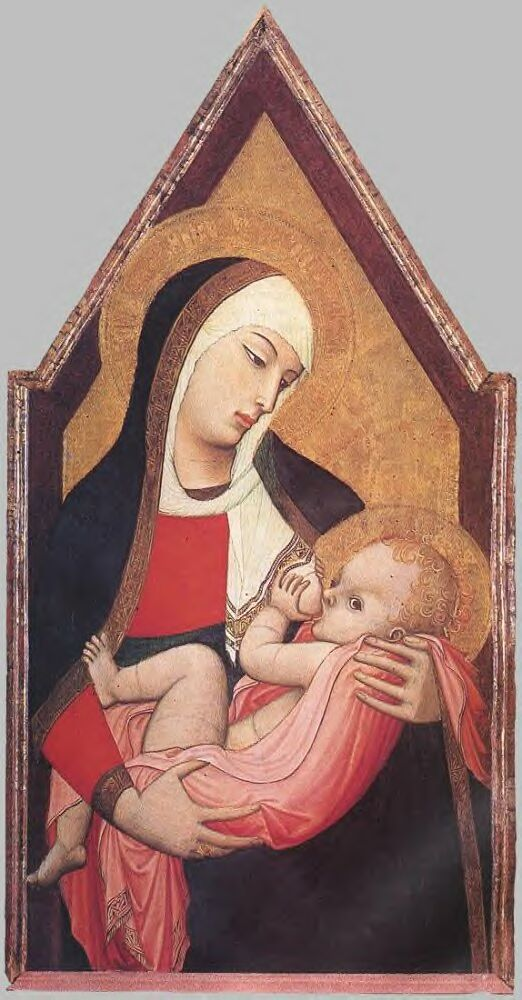
Kojící Madona, okolo 1330, tempera na dřevě, Palazzo Arcivescovile, Siena
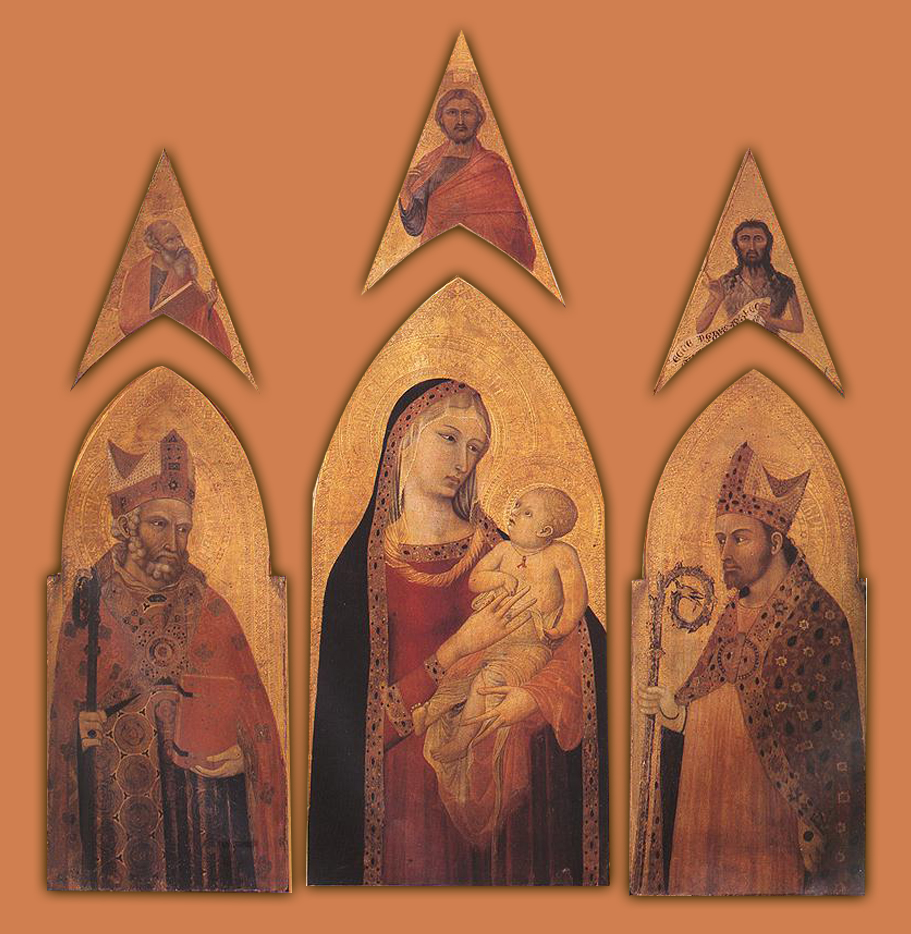
Madona se svatým Prokulem a Mikulášem, 1332, tempera na dřevě, Galleria degli Uffizi, Florencie (část z původního oltáře svatého Prokula)
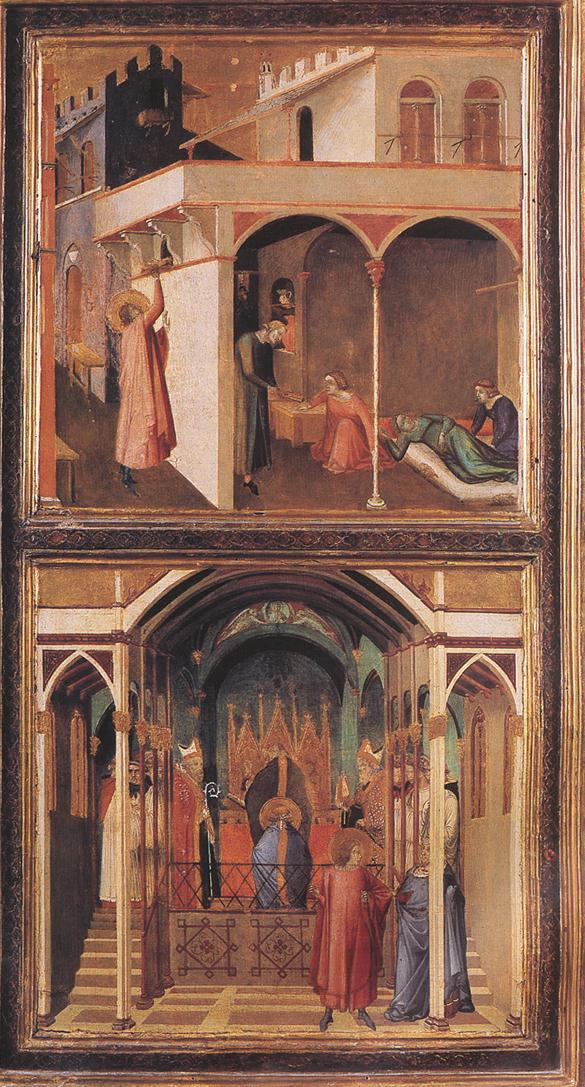
Dar svatého Mikuláše třem dcérám chudého šlechtice a Vysvěcení svatého Mikuláše za biskupa, okolo 1332, tempera na dřevě, Galleria degli Uffizi, Florence (část z původního oltáře svatého Mikuláše)
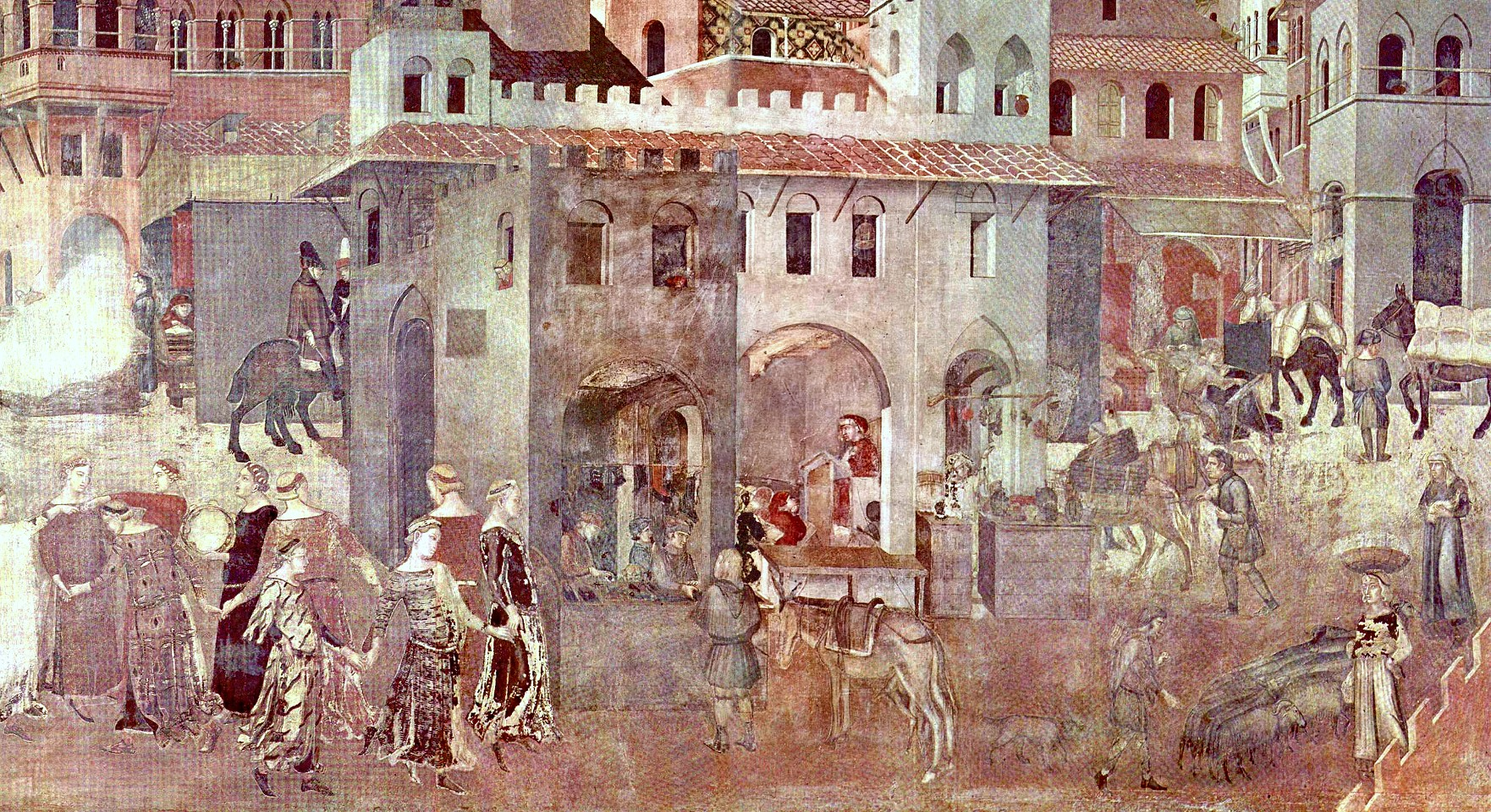
Vliv Dobré vlády na život ve městě, 1338 - 1340, freska, Palazzo Publico, Siena
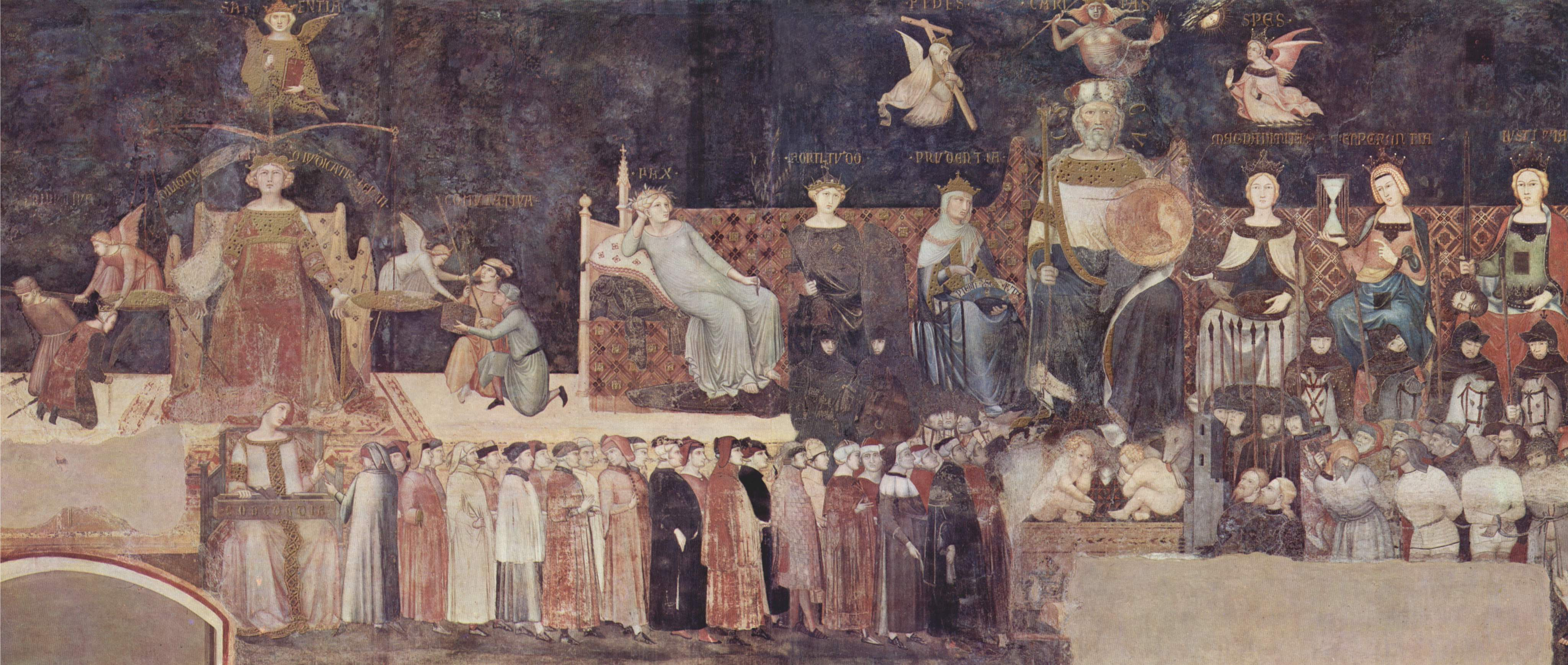
Alegorie Dobré vlády, 1338 - 1340, freska, Palazzo Publico, Siena
Představení Krista v chrámu, 1342, tempera na dřevě, Galleria degli Uffizi, Florencie